# New school (hip hop)

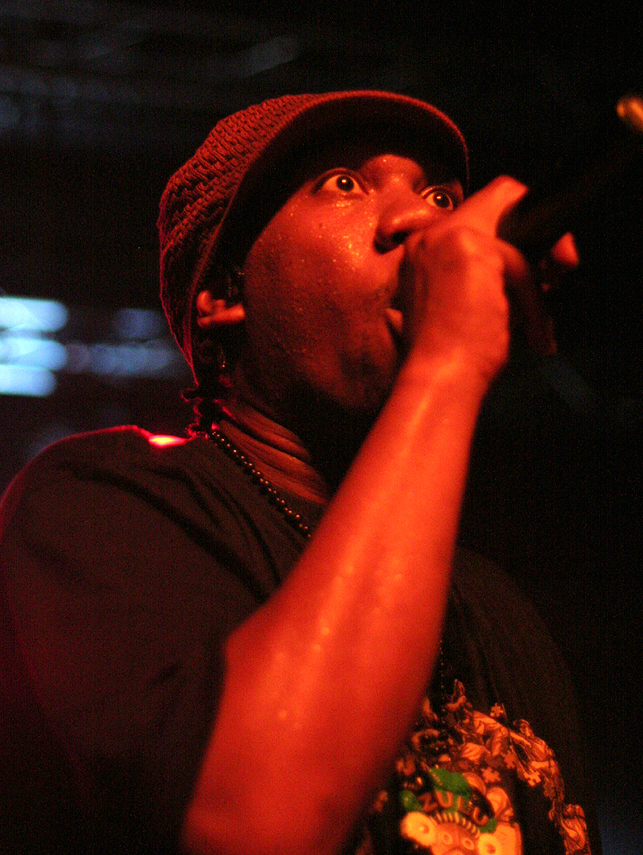
KRS-One rappresenta l'estetica hardcore e political della new school come parte dei Boogie Down Productions.

Il new school (detto anche new school rap) era un movimento all'interno della musica hip hop iniziato attorno al 1983-1984 con le prime pubblicazione di Run-D.M.C. e LL Cool J. Come la forma precedente di hip hop, arrivava prevalentemente da New York City. 
La new school era caratterizzata inizialmente dal suono minimalista della drum machine. Era notevole per le proteste, le provocazioni e il commento sociopolitico, spesso consegnato con uno stile assertivo e aggressivo, e Beat molto più duri rispetto a quelli dell'old school rap. Attraverso la canzone, gli artisti proiettavano un atteggiamento di sé stessi duro, cool e da b-boy. Questi elementi contrastavano con il funk e la disco music che avevano influenzato la musica hip hop precedente al 1984, che divenne nota come old school.
Gli artisti new school iniziarono a creare brani più corti e più facili da trasmettere alla radio e dischi più coesi rispetto ai loro colleghi della old school. Dal 1986, questi artisti iniziarono a cementare gli album hip hop come parte della musica commerciale.
La golden age hip hop era un periodo che spesso incornicia la fine degli anni ottanta nella musica hip hop mainstream, che si diceva caratterizzata dalla sua diversità, qualità, innovazione e influenza, e associata ad artisti come Public Enemy, KRS-One e la sua Boogie Down Productions, Eric B. & Rakim, Ultramagnetic MCs, De La Soul, A Tribe Called Quest e i Jungle Brothers per via dei loro temi riguardanti la militanza politica e l'afrocentrismo, i loro esperimenti musicali e i loro campionamenti eclettici. Questo stesso periodo era talvolta nominato come «mid-school» o «middle school» nell'hip hop, termine con cui si coprivano i lavori di Gang Starr, The UMC's, Main Source, Lord Finesse, EPMD, Just-Ice, Stetsasonic, True Mathematics e Mantronix.
Le innovazioni di Run-DMC, MC Shan e LL Cool J e di produttori new school come Larry Smith e Rick Rubin della Def Jam erano velocemente superate da Beastie Boys, Marley Marl e la sua Juice Crew, Boogie Down Productions, Public Enemy ed Eric B. & Rakim. La produzione hip hop divenne più densa, con rime e basi musicali più veloci, poiché la drum machine era unita alla tecnologia del campionatore. Rakim portava i testi sull'arte del rapping a nuove altezze, mentre KRS-One e Chuck D spingevano il «messaggio rap» attraverso l'attivismo nero. Con il sopraggiungere del dominio commerciale del gangsta rap proveniente dalla West Coast, in particolare con l'emergere del suono rilassato del g-funk nei primi anni novanta, la new school/golden age della East Coast poteva dirsi conclusa. Rapper hardcore come Wu-Tang Clan e rapper gangsta quali Nas e The Notorious B.I.G. iniziarono a dominare la scena East Coast.
Oggi, i termini «old school» e «new school» sono diventati sempre più sinonimi di «vecchio» e «nuovo» e possono essere applicati a qualsiasi cosa, creando confusione tra gli scrittori che usano i termini. La frase «leader della new school», coniata da Chuck D nel 1988, è rimasta popolare e può essere applicata ad artisti come Jay-Z e Lupe Fiasco.